# 마르틴 파다르
마르틴 파다르(에스토니아어: Martin Padar, 1979년 4월 11일~)는 에스토니아의 전직 유도 선수이다. 2008년 하계 올림픽과 2012년 하계 올림픽에 참가했다.